# José Manuel Rueda
José Manuel Rueda Sampedro, né le 30 janvier 1988 à Linares (province de Jaén, Espagne), est un footballeur espagnol qui joue au poste de milieu de terrain.

## Biographie
José Manuel Rueda joue à partir de la saison 2007-2008 avec le FC Barcelone B alors entraîné par Pep Guardiola. Le 17 mai 2008, Rueda débute en équipe première du FC Barcelone alors entraînée par Frank Rijkaard lors du match de championnat face au Real Murcie.
Après être monté en deuxième division avec le Barça B, en 2010 il est recruté par les Chypriotes de l'Omonia Nicosie.
En 2011, Rueda revient dans le championnat espagnol pour jouer avec Xerez CD.
En 2013, il rejoint la SD Ponferradina qui joue en D2.

## Palmarès
- Vainqueur de la Coupe de Chypre en 2011 avec l'Omonia Nicosie
- Vainqueur de la Supercoupe de Chypre en 2010 avec l'Omonia Nicosie